# Зубрица
Зубрица (укр. Зубриця, пол. Zubrzyca) — село в Сходницкой поселковой общине Дрогобычского района Львовской области Украины.
Население по переписи 2001 года составляло 157 человек. Занимает площадь 1,5 км². Почтовый индекс — 82523. Телефонный код — 3269.

## Население
- 1989—173 (89 муж., 84 жен.)[1]
- 2001—157[2].